# Liste der Biografien/Ud
Liste der Biografien |
Portal Biografien |
Personensuche
# |
A |
B |
C |
D |
E |
F |
G |
H |
I |
J |
K |
L |
M |
N |
O |
P |
Q |
R |
S |
T |
U |
V |
W |
X |
Y |
Z |
?
 
Ua |
Ub |
Uc |
Ud |
Ue |
Uf |
Ug |
Uh |
Ui |
Uj |
Uk |
Ul |
Um |
Un |
Uo |
Up |
Uq |
Ur |
Us |
Ut |
Uu |
Uv |
Uw |
Ux |
Uy |
Uz
Die Liste der Biografien führt alle Personen auf, die in der deutschsprachigen Wikipedia einen Artikel haben. Dieses ist eine Teilliste mit 152 Einträgen von Personen, deren Namen mit den Buchstaben „Ud“ beginnt.

## Ud

### Uda
- Uda (867–931), 59. Tennō von Japan (887–897)Uda (867–931)

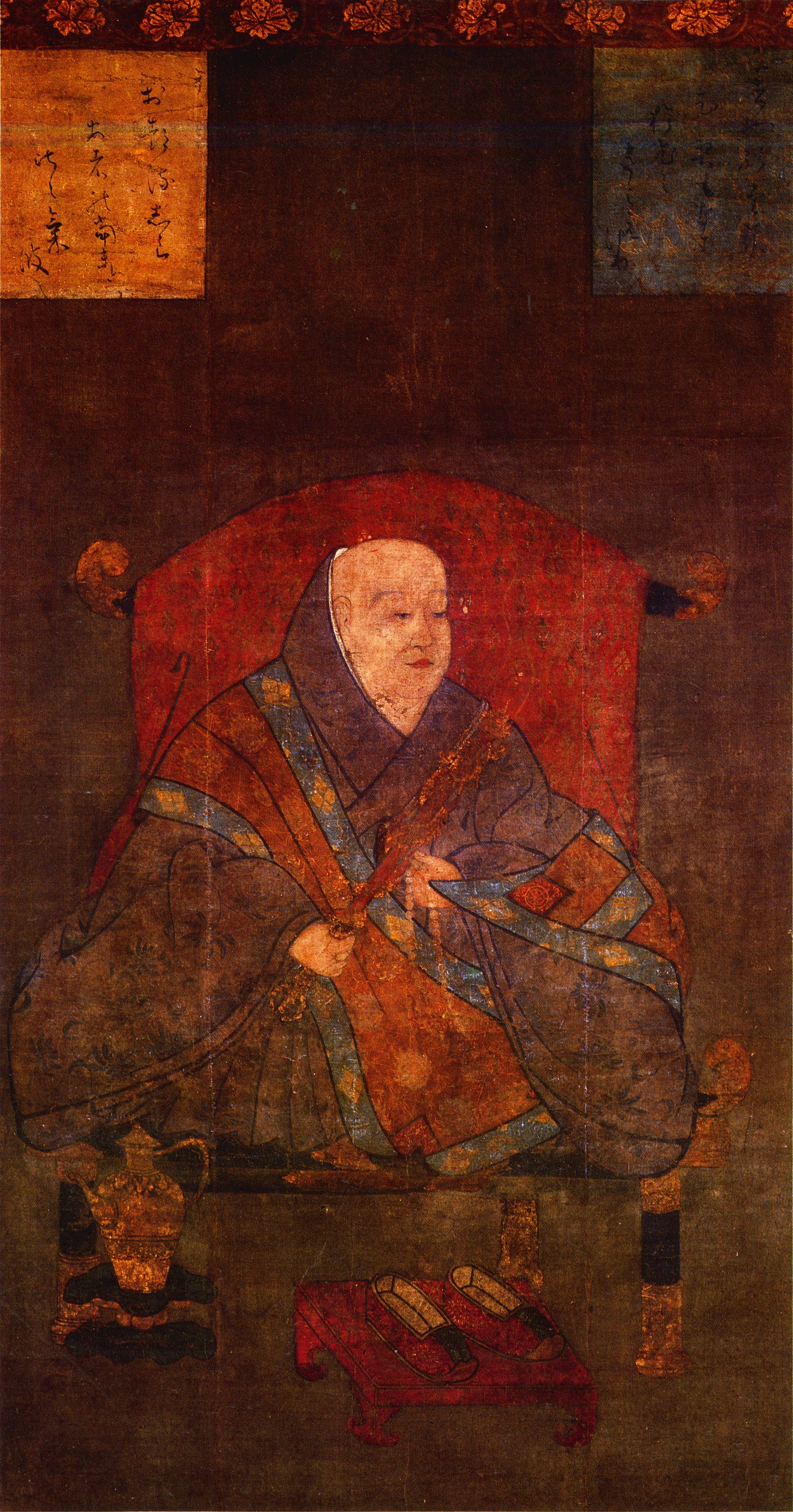
Uda (867–931)

- Uda, Shintarō (1896–1976), japanischer Elektrotechniker und Erfinder der Yagi-Antenne
- Uda, Takatsugu (* 1991), japanischer Skilangläufer
- Uda, Tekison (1896–1980), japanischer Maler
- Uda, Yukiya (* 2001), japanischer Tischtennisspieler
- Udaeta, José de (1919–2009), spanischer Flamenco-Tänzer, Choreograf, Pädagoge, Kastagnetten-Virtuose und Autor
- Udagawa, Yōan (1798–1846), japanischer Chemiker und Botaniker
- Udai Singh II. (1522–1572), indischer Herrscher
- Udaigwe, Brian (* 1964), kamerunischer Geistlicher, römisch-katholischer Erzbischof und Diplomat des Heiligen Stuhls
- Udaina, Tuone (1821–1898), Sprecher des Dalmatischen
- Udaka, Nae (* 1985), japanische Judoka
- Udall, John († 1592), englischer Puritaner und Schriftsteller
- Udall, Mark (* 1950), US-amerikanischer Politiker (Demokratische Partei)
- Udall, Mo (1922–1998), US-amerikanischer Politiker und Basketballspieler
- Udall, Nicholas (1505–1556), englischer Erzieher und Dramatiker
- Udall, Stewart (1920–2010), amerikanischer Politiker
- Udall, Tom (* 1948), US-amerikanischer Politiker der Demokratischen Partei
- Udalrich, Abt des Klosters Waldsassen
- Udalrich I., Gaugraf in Alamannien
- Udalrich I. († 1099), Bischof von Eichstätt
- Udalrich I. von Scheyern, Graf von Scheyern und Vogt von Freising
- Udalrich II. († 1125), Fürstbischof von Eichstätt
- Udalrich II. (1134–1177), Herzog von Königgrätz und Olmütz
- Udalrich II. Birker, Abt des Klosters Waldsassen
- Udalrich von Graz, Burggraf von Graz
- Udalrich von Graz, Hochfreier und Besitzer von Graz
- Udalricus, Bischof von Basel
- Udalricus II. († 1040), Bischof von Basel
- Udalschalk, Adloiger
- Udalschalk († 1115), Graf von Lurn
- Udalschalk, Benediktinerabt
- Udalski, Andrzej (* 1957), polnischer Astrophysiker
- Udalzow, Sergei Stanislawowitsch (* 1977), russischer oppositioneller Politiker
- Udalzowa, Anastassija Olegowna (* 1978), russische Politikerin
- Udalzowa, Nadeschda Andrejewna (1886–1961), russische Malerin
- Udalzowa, Sinaida Wladimirowna (1918–1987), sowjetische Byzantinistin, Mediävistin und Hochschullehrerin
- Udam, Mehis (* 2004), estnischer Biathlet
- Udarzewa, Natalja Jurjewna (* 1954), sowjetische bzw. russische Journalistin, Fotografin und Hochschullehrerin
- Udatschyn, Artem (* 1980), ukrainischer Gewichtheber
- Udayadityavarman II. († 1066), König des Khmer-Reiches von Angkor

### Udb
- Udby, Lars (* 1957), dänischer Radrennfahrer
- Udbye, Martin Andreas (1820–1889), norwegischer Komponist

### Udd
- Uddebom, Erik (* 1934), schwedischer Kugelstoßer und Diskuswerfer
- Udden, Jeremy (* 1978), US-amerikanischer Jazzmusiker (Saxophon)
- Uddenäs, Oscar (* 2002), schwedischer Fußballspieler
- Uddenberg, Anna (* 1982), schwedische Künstlerin
- Uddenberg, Erik (* 1963), schwedischer Dramatiker, Drehbuch-Autor sowie Hörspiel- und Theaterdramaturg
- Uddfolk, Johan (* 1980), finnischer Badmintonspieler
- Uddin, Anwar (* 1981), englischer Fußballspieler
- Uddin, Pola, Baroness Uddin (* 1959), britische Politikerin (Labour Party)

### Ude
- Ude, Armin (1933–2015), deutscher Opernsänger und Hochschullehrer
- Ude, Christian (* 1947), deutscher Politiker (SPD), Oberbürgermeister von München, MdLChristian Ude (* 1947)

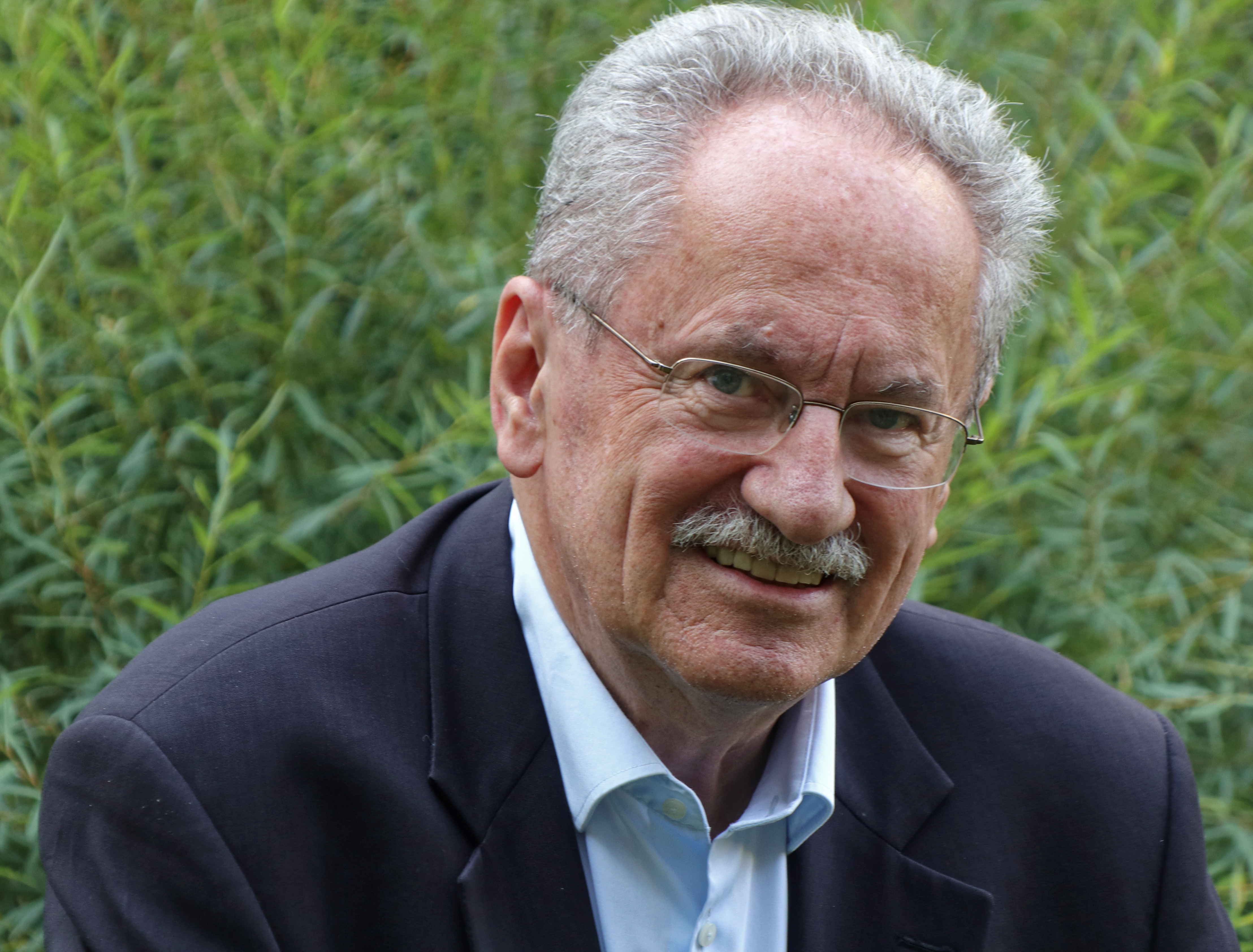
Christian Ude (* 1947)

- Ude, Erich (1931–2018), deutscher Schauspieler bei Bühne und Fernsehen
- Ude, Filip (* 1986), kroatischer Turner
- Ude, Hermann (1860–1941), deutscher Zoologe, Realschul- und Hochschullehrer
- Ude, Johannes (1874–1965), österreichischer römisch-katholischer Priester
- Ude, Jürgen (* 1958), deutscher Ingenieur, Unternehmer und politischer Beamter
- Ude, Karl (1906–1997), deutscher Journalist und Schriftsteller
- Ude, Matthias (* 1972), deutscher American-Football-Spieler und -Trainer
- Ude-Pestel, Anneliese (1921–2017), deutsche analytische Kinder- und Jugendlichen-Psychotherapeutin und Autorin
- Udeani, Chibueze Clement (* 1962), nigerianischer katholischer Theologe
- Udebuluzor, Michael (* 2004), hongkong-chinesisch-nigerianischer Fußballspieler
- Udegbe, Robin (* 1991), deutsch-nigerianischer Fußballtorhüter
- Udel, Karl (1844–1927), österreichischer Sänger (Tenor) und Komponist
- Udelhoven, Jussi (* 1966), norwegischer Mittelstreckenläufer deutscher Herkunft
- Udelhoven, Peter (* 1944), deutscher Wissenschaftsjournalist und Sachbuchautor
- Udella, Franco (* 1947), italienischer Boxer im Halbfliegengewicht
- Udemans, Godefridus (1581–1649), niederländischer evangelisch-reformierter Geistlicher
- Uden, Antonius van (1912–2008), niederländischer Pädagoge und promovierter Psychologe
- Uden, Casper van (* 2001), niederländischer Radrennfahrer
- Uden, Konrad Friedrich (1754–1823), deutscher Mediziner
- Uden, Lucas van (1595–1672), flämischer Maler und Radierer
- Udenfriend, Sidney (1918–1999), amerikanischer Biochemiker und Pharmakologe
- Udengaard Knudsen, Steffen (* 1998), dänischer Sprinter
- Udenio, Fabiana (* 1964), argentinische Schauspielerin
- Uder, Justus (1912–2001), deutscher Künstler
- Uderstadt, Jana (* 1995), deutsche Triathletin
- Uderzo, Albert (1927–2020), französischer Zeichner und Mitautor der Comicserie Asterix
- Uderzo, Marcel (1933–2021), französischer Comiczeichner und Bruder von Albert Uderzo
- Udet, Ernst (1896–1941), deutscher Jagdflieger im Ersten WeltkriegErnst Udet (1896–1941)

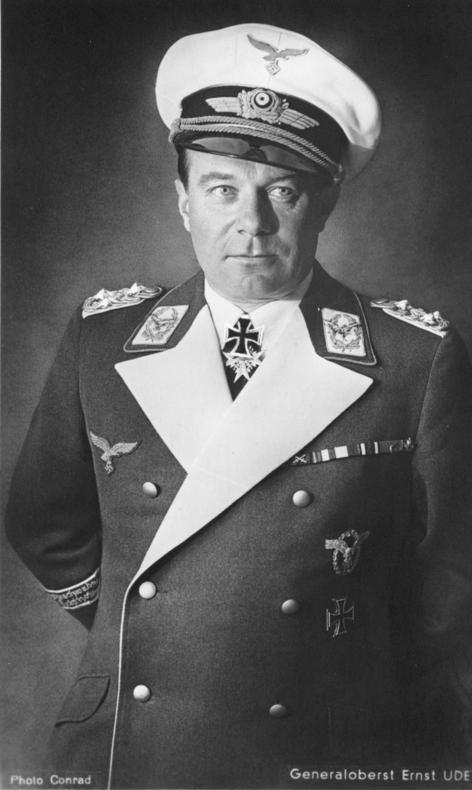
Ernst Udet (1896–1941)

### Udh
- Udhardt, Edith (1929–2024), deutsche Politikerin (PDS)

### Udi
- Udier, Tobias (1911–1985), österreichischer Politiker (ÖVP), Landtagsabgeordneter
- Udink, Berend Jan (1926–2016), niederländischer Politiker (CHU und CDA) und Wirtschaftsmanager
- Udinotis, Alekos (1935–2020), griechischer Film- und Theaterschauspieler
- Udit Narayan (* 1955), nepalesischer Bollywood-Playbacksänger

### Udj
- Udjahorresnet, ägyptischer Beamter, Chefarzt

### Udm
- Udmurtowa, Oxana Pawlowna (* 1982), russische Weit- und Dreispringerin

### Udn
- Udnæs, Hans-Christian (* 1963), norwegischer Skilangläufer
- Udny, John (1850–1927), italienischer Bildhauer

### Udo
- Udo († 994), Graf in Harsefeld
- Udo I. von der Wetterau († 949), Graf der Wetterau und im Rheingau
- Udo I. von Thüringen, Bischof von Naumburg (1125–1148)
- Udo II. von Veldenz († 1186), Bischof von Naumburg
- Udo im Lahngau, Graf im Lahngau
- Udo IV. († 1130), Markgraf der Nordmark
- Udo IV. von Straßburg († 965), Bischof von Straßburg
- Udo von Gleichen-Reinhausen († 1114), Bischof von Hildesheim und Graf von Reinhausen
- Udo von Katlenburg, Graf im Lies- und Rittigau und Vogt von Bremen
- Udo von Nellenburg († 1078), Erzbischof von Trier
- Udo von Osnabrück († 1141), Bischof von Osnabrück
- Udo, Shuto (* 2002), japanischer Fußballspieler
- Udo-Gabriel, Joy (* 1999), nigerianische Sprinterin
- Udo-Obong, Enefiok (* 1982), nigerianischer Leichtathlet
- Udodova, Larisa (* 1973), usbekische Freestyle-Skierin
- Udodow, Iwan Wassiljewitsch (1924–1981), sowjetischer Gewichtheber
- Udogie, Destiny (* 2002), italienischer FußballspielerDestiny Udogie (* 2002)

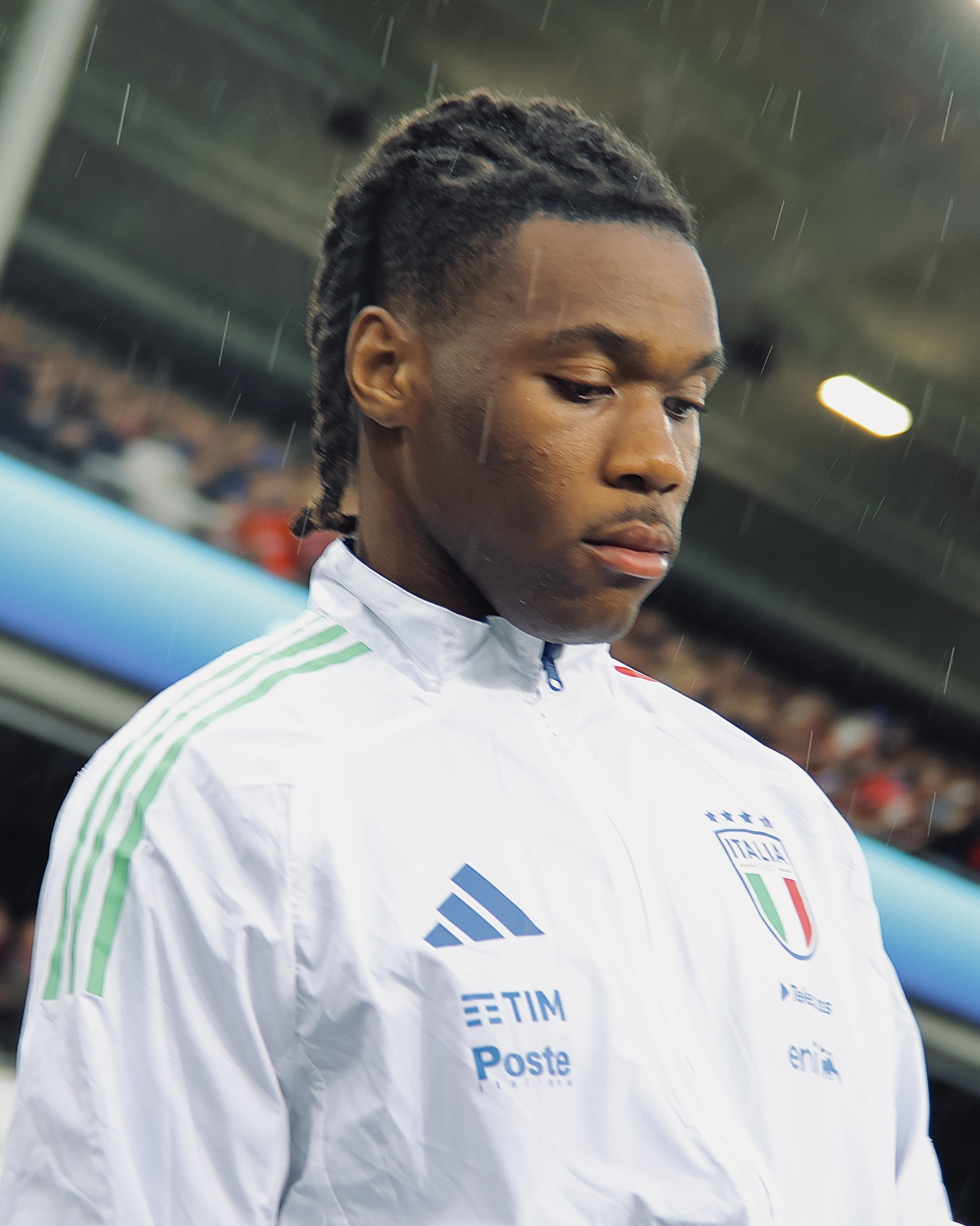
Destiny Udogie (* 2002)

- Udogu, David (* 2003), deutscher Fußballspieler
- Udoh, Christy (* 1991), nigerianische Sprinterin
- Udoh, Ekpe (* 1987), US-amerikanischer Basketballspieler
- Udoh, Kingsley (* 1990), nigerianischer Fußballspieler
- Udoh, Oli (* 1997), US-amerikanischer American-Football-Spieler
- Udoka, Ime (* 1977), US-amerikanisch-nigerianischer Basketballspieler
- Udol, Matthieu (* 1996), französisch-guadeloupischer Fußballspieler
- Udolf-Strobl, Elisabeth (* 1956), österreichische Beamtin und Politikerin
- Udolph, Jürgen (* 1943), deutscher Onomastiker, Professor für NamenforschungJürgen Udolph (* 1943)

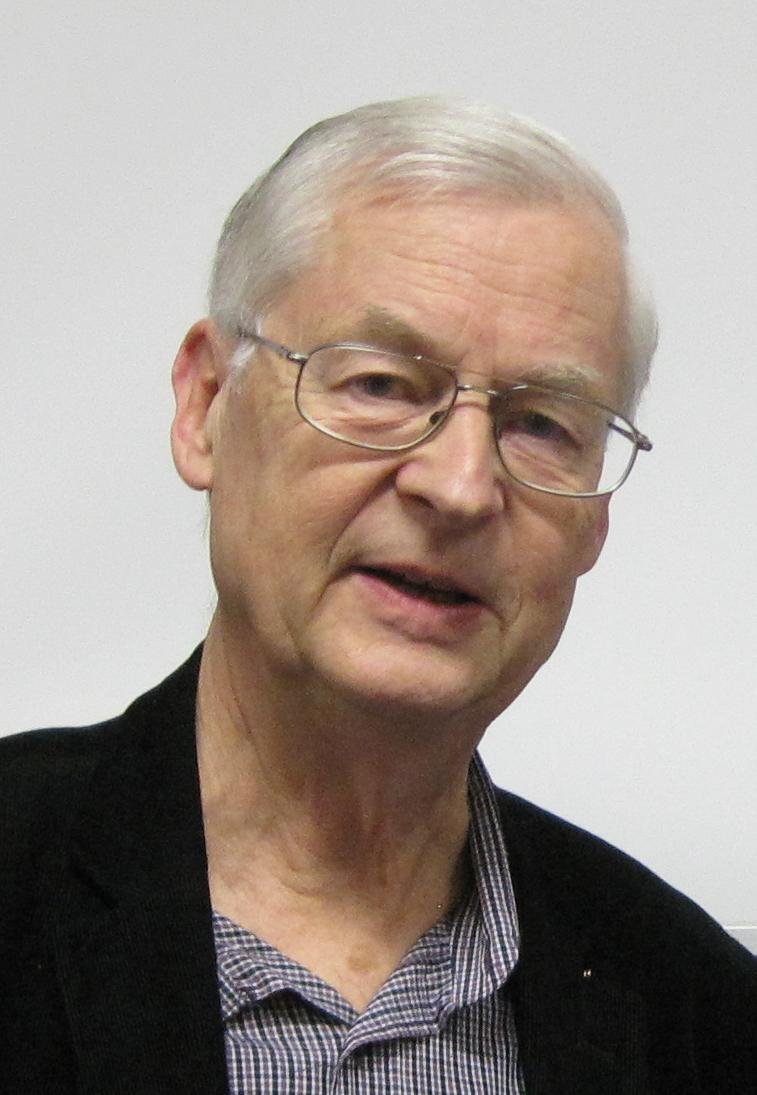
Jürgen Udolph (* 1943)

- Udolph, Ludger (* 1953), deutscher Slawist
- Udomchoke, Danai (* 1981), thailändischer Tennisspieler
- Udomporn Polsak (* 1981), thailändische Gewichtheberin
- Udovčić, Mijo (1920–1984), jugoslawischer Schachgroßmeister
- Udovič, Bojan (1957–2015), jugoslawischer Radrennfahrer
- Udovičić, Vanja (* 1982), serbischer Wasserballspieler
- Udovički, Kori (* 1961), serbische Politikerin
- Udow, Michael (* 1949), US-amerikanischer Perkussionist, Komponist und Musikpädagoge
- Udowenko, Hennadij (1931–2013), ukrainischer Außenminister und ständiger Vertreter bei den Vereinten Nationen

### Udr
- Udra, Alfredas (* 1993), litauischer Tischtennisspieler
- Udras, Aivo (* 1970), estnischer Biathlet
- Udras, Johanna (* 2002), estnische Skilangläuferin
- Udre Udre, fidschianischer Kannibale
- Udrea, Elena (* 1973), rumänische PolitikerinElena Udrea (* 1973)

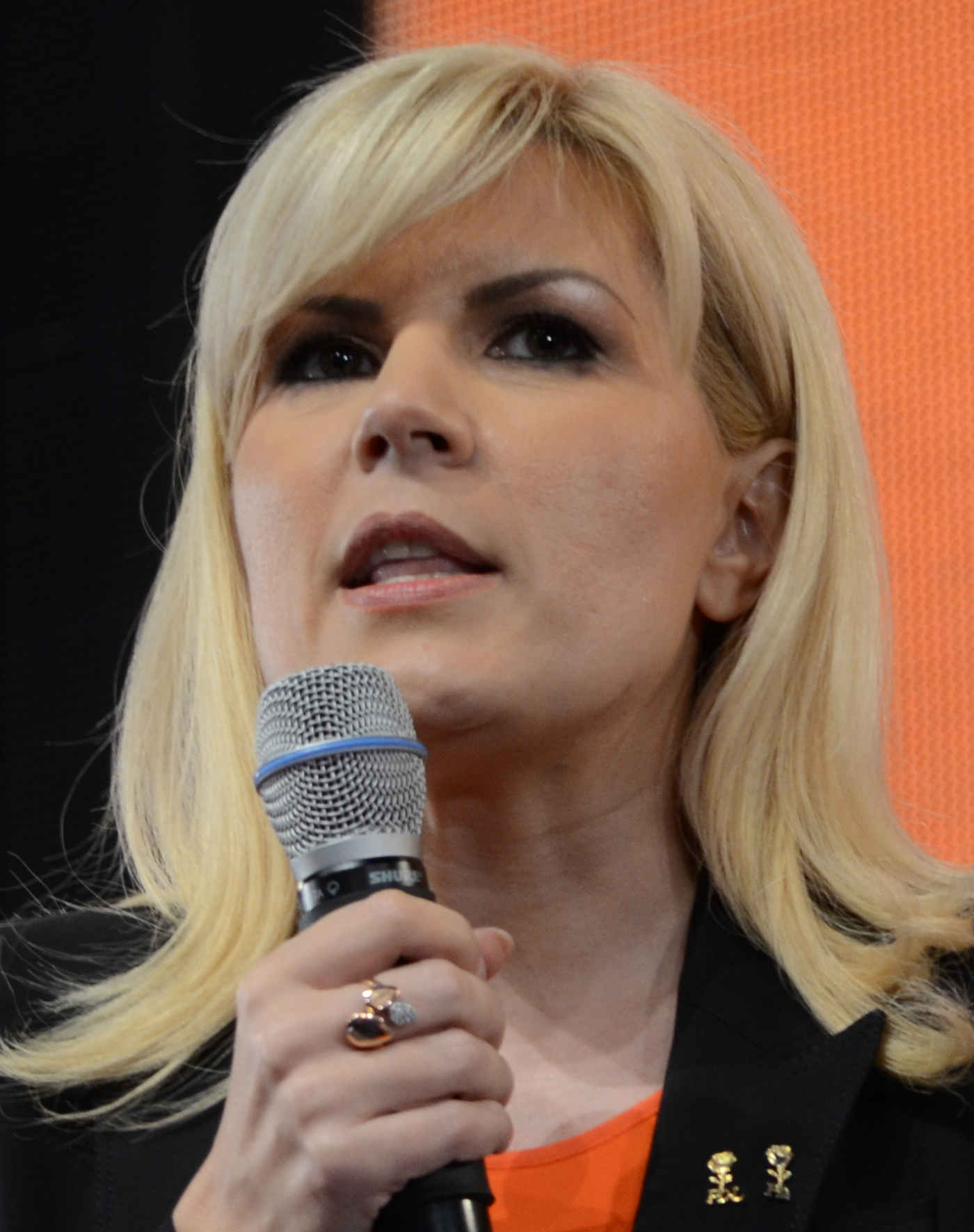
Elena Udrea (* 1973)

- Udree, Daniel (1751–1828), US-amerikanischer Politiker
- Udrih, Beno (* 1982), slowenischer Basketballspieler
- Ūdris, Tautmīlis (1907–1964), lettischer Fußballspieler
- Udry, Stéphane (* 1961), Schweizer Astronom
- Udržal, František (1866–1938), tschechischer Politiker, tschechoslowakischer Ministerpräsident (1929–1932)

### Uds
- Udsching, Peter (* 1948), deutscher Jurist, Richter am Bundesverwaltungsgericht
- Udsen, Bodil (1925–2008), dänische Schauspielerin

### Udu
- Uduaghan, Emmanuel (* 1954), nigerianischer Politiker und Arzt
- Udugow, Mowladi Saidarbijewitsch (* 1962), tschetschenischer Aktivist, Stellvertretender Ministerpräsident, Propagandachef und Direktor des Nationalen Informationsdienstes der Tschetschenischen Republik Itschkerien
- Uduokhai, Felix (* 1997), deutscher Fußballspieler

### Udv
- Udvar-Házy, Steven F. (* 1946), ungarisch-amerikanischer Unternehmer
- Udvardi, István (1960–2012), ungarischer Wasserballspieler
- Udvardy, Anna (1949–2019), ungarische Filmproduzentin
- Udvardy, György (* 1960), ungarischer Geistlicher, römisch-katholischer Erzbischof von Veszprém
- Udvardy, Ignác (1877–1961), ungarischer Maler
- Udvardy, Luca (* 2005), ungarische Tennisspielerin
- Udvardy, Panna (* 1998), ungarische TennisspielerinPanna Udvardy (* 1998)

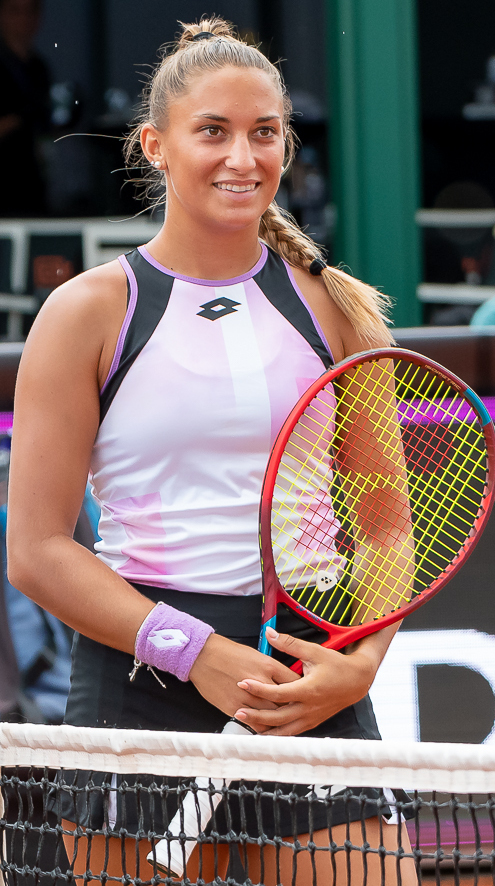
Panna Udvardy (* 1998)

- Udvari, Andreas (* 1981), deutscher Bobfahrer
- Udvari, Frank (1924–2014), kanadischer Eishockeyschiedsrichter
- Udvaros, Dorottya (* 1954), ungarische Theater- und Filmschauspielerin

### Udw
- Udwal, Sonomyn (1921–1991), mongolische Schriftstellerin und Politikerin

### Udy
- Udy, Claudia (* 1960), US-amerikanische Filmschauspielerin
- Udy, Helene (* 1962), amerikanische Filmschauspielerin, Drehbuchautorin, Regisseurin und Filmproduzentin